# Sylvilagus nuttallii
Sylvilagus nuttallii es una especie de mamífero de la familia leporidae que vive en Canadá y Estados Unidos.